# Jacques-Marie Vosté
Jacques-Marie Vosté, né à Bruges (Belgique) le 3 mai 1883 et décédé à Rome le 24 février 1949, est un prêtre dominicain belge, bibliste et orientaliste.

## Éléments biographiques
Il prit l'habit dominicain en 1900 et fut ordonné prêtre en 1906. À l'Université de Louvain, il fut auditeur de Paulin Ladeuze et d'Albin van Hoonacker. En 1909, il partit pour Jérusalem, où il fut élève de l'École biblique française. 
Licencié en Écritures Saintes en 1911, il fut affecté à l'Angelicum à Rome. En 1929, il fut nommé consulteur à la Commission pontificale biblique, et il en fut secrétaire à partir de mai 1939. Il fut également consulteur auprès de la congrégation pour l'Église orientale. Comme orientaliste, il était spécialiste des études syriaques.

## Travaux

### Auteur
- De prologo Joanneo et Logo. Accedit quæstio de judicio inspirato hagiographi, Rome, Collegio Angelico, 1925.
- Studia Paulina, Rome, Collegio Angelico, 1928.
- De Synopticorum mutua relatione et dependentia, Rome, Collegio Angelico, 1928
- Catalogue de la bibliothèque syro-chaldéenne du couvent de Notre-Dame-des-Semences près d'Alqosh, Rome, Collegio Angelico, 1929.
- Studia Theologiae Biblicae Novi Testamenti, Rome, Collegio Angelico, 1933-1937:
  - Volume I, De conceptione virginali Iesu Christi, Rome, Collegio Angelico, 1933.
  - Volume II, De baptismo, tentatione et transfiguratione Iesu Christi, Rome, Collegio Angelico, 1934.
  - Volume III, De Passione et morte Iesu Christi, Rome, Collegio Angelico, 1937.
- Catalogue des manuscrits syro-chaldéens conservés dans la bibliothèque de l'archevêché chaldéen de Kirkouk, Rome, Pontificium institutum orientalium studiorum, 1939.

### Éditeur scientifique
- Discipline chaldéenne (Synodicon orientale. Collectio canonum synodicorum d'Ébedjésus de Nisibe), Rome, Tipografia poliglotta, 1931.
- Theodori Mopsuesteni Commentarius in Evangelium Johannis Apostoli, Corpus Scriptorum Christianorum Orientalium, vol. 115-116, Scriptores Syri 62-63, Louvain, 1940.
- Liber Patrum (texte syriaque et traduction latine), Rome, Tipografia poliglotta, 1940.
- Actes du synode chaldéen célébré au couvent de Rabban Hormizd près d'Alqosh du 7 au 21 juin 1853, Rome, Tipografia poliglotta, 1942.
- « L'introduction de Mar Isho'dad de Merv (c. 850) aux livres de l'Ancien Testament », Biblica, vol. 26, 1945, p. 182-202.
- (avec Ceslas van den Eynde) Commentaire d'Isho'dad de Merv sur l'Ancien Testament, I, Genèse, CSCO, vol. 126-156, Scriptores Syri 67-75, 1950-1955.